# Rdza ziemniaka
Rdza ziemniaka (ang. common potato rust, common rust of potato) – grzybowa choroba ziemniaka wywołana przez Puccinia pittieriana.

## Występowanie i objawy
Grzyba P. pittieriana po raz pierwszy opisano na zboczach wulkanu Irazú w Kostaryce. Później został znaleziony na wielu gatunkach dzikich ziemniaków oraz na uprawach pomidorów. Obecnie znany jest z Ameryki Środkowej i Południowej oraz z Meksyku. Jego znanymi żywicielami są obecnie liczne dzikie i uprawne gatunki ziemniaka. Jest to jedyny grzyb rdzy, który infekuje pomidory.
Jest to choroba z grupy rdzy. Pierwsze objawy mają postać drobnych, zielonkawobiałych plamy o średnicy do 3–4 mm na spodniej stronie liści. Niektóre zmiany stają się wydłużone i osiągają długość 8 mm. Później stają się kremowe, z czerwonymi środkami, które stają się pomidorowoczerwone, a ostatecznie rdzawoczerwone do kawowobrązowych. Zmiany wystają na 1–3 mm, z odpowiadającymi im zagłębieniami na górnej powierzchni liścia i mogą być otoczone chlorotycznymi lub nekrotycznymi aureolami. Przy dużym natężeniu choroby (gdy na liściu są setki zmian) następuje defoliacja. Wydłużone lub nieregularne zmiany występują także na ogonkach liściowych i łodygach; owoce i kwiaty również są porażone.

## Epidemiologia
Zarodniki grzyba przenoszone są przez wiatr, a ich źródłem są porażone tym patogenem plantacje ziemniaków lub dziko rosnące ziemniaki. Rozwój i rozprzestrzenianie się grzyba wymaga średniej temperatury około 10 °C z 10–12 godzinami wolnej wilgoci na powierzchni rośliny. In vitro, teliospory kiełkują w ciągu 1 godziny, wytwarzając przedgrzybnię, która w temperaturach powyżej 15 °C, zwykle kontynuuje wzrost wegetatywny. Poniżej 15 °C na większości przedgrzybni w ciągu 3–24 godzin tworzą się po cztery sporydia. Po oderwaniu, podstawki kiełkują natychmiast, a pierwsze objawy pojawiają się po 14–16 dniach na ziemniakach w temperaturze 16 °C lub niższej. Zmiany chorobowe są w pełni rozwinięte po 20–25 dniach. Teliospory dojrzewają po 30–40 dniach od infekcji. Rozmiar zmian może się różnić u różnych gatunków ziemniaka i prawdopodobnie u różnych odmian.

## Ochrona
Jak do tej pory w Unii Europejskiej nie stwierdzono przypadków tej choroby. Gatunek P. pittieriana został jednak w 1988 r. umieszczony na liście organizmów kwarantannowych, może bowiem porażać rośliny z rodziny psiankowatych także w chłodnych, wilgotnych regionach strefy umiarkowanej. Jedynym ryzykiem zawleczenia go do Europy jest transport zakażonych roślin lub materiału roślinnego, materiał przeznaczony do rozmnażania podlega jednak obowiązkowej kontroli fitosanitarnej. Prawdopodobieństwo rozprzestrzenienia patogenu jest niskie, ze względu na kontrole i procedury importowania materiału roślinnego (rozmnożeniowego, hodowlanego, naukowego) zapobiegające rozprzestrzenianiu agrofaga na duże odległości.